# Špion, který přišel z chladu
Špion, který přišel z chladu (též Špión, který se vrátil z chladu a Špion, který se přišel ohřát, v anglickém originále The Spy Who Came in from the Cold) je špionážní román britského spisovatele Johna le Carrého z roku 1963. Zachycuje Aleca Leamase, důstojníka britské zpravodajské služby, který je vyslán do východního Německa jako falešný přeběhlík, aby zasel dezinformace o vlivném východoněmeckém zpravodajském důstojníkovi. Slouží jako pokračování le Carrého předchozích románů Volání mrtvých a Kvalitní vražda, v nichž rovněž vystupovala fiktivní britská zpravodajská organizace „Cirkus“ a její agenti George Smiley a Peter Guillam.
Kniha Špion, který přišel z chladu zobrazuje západní špionážní metody jako morálně neslučitelné se západní demokracií a hodnotami. Román se v době svého vydání setkal s příznivým ohlasem kritiky a stal se mezinárodním bestsellerem; časopis Time jej vybral mezi 100 románů všech dob.
V roce 1965 natočil režisér Martin Ritt stejnojmennou filmovou adaptaci s Richardem Burtonem v roli Leamase. Postavy a události z románu Špion, který přišel z chladu se vracejí v Dědictví špionů, le Carrého románu z roku 2017, jehož ústřední postavou je stárnoucí Guillam.

## Děj
Během studené války vede Alec Leamas, bývalý operativní důstojník SOE, který bojoval v Nizozemsku a Norsku, rozsáhlou síť zpravodajských agentů ve východním Německu ze své pozice vedoucího stanice v Berlíně. Hans-Dieter Mundt, bývalý nízko postavený důstojník Abteilungu, který před několika lety zavraždil Samuela Fennana, se mezitím vyšvihl do vedoucí pozice v kontrarozvědce a systematicky likviduje Leamasovu síť. Leamas se pokusí zachránit Karla Riemecka, svého posledního tajného informátora a člena prezidia Sjednocené socialistické strany Německa, ale neuspěje – sleduje jeho smrt, když se snaží překročit hranici do Západního Německa. Se zničenou sítí se Leamas vrací do Londýna a navštíví záhadného šéfa britské rozvědky, „Controla“, aby schválil jeho návrat „ze zimy“ a odchod do důchodu. Místo toho mu však Control nabídne poslední operaci – fingovaný útěk do Východního Německa s cílem nastražit past na Mundta a odhalit ho jako dvojitého agenta. Control vysvětluje, že Mundtův zástupce Jens Fiedler podezírá svého nadřízeného ze spolupráce se západními tajnými službami, a tato operace by mohla vést k jeho odstranění. Za úspěch Leamas obdrží jakýkoliv finanční zisk z mise, důchodové zajištění a oficiální povolení k odchodu do výslužby.
Aby přilákal pozornost východoněmecké rozvědky, Control zařídí Leamasovo přeřazení na finanční oddělení, kde se začne projevovat jako alkoholik, až je nakonec propuštěn kvůli podvodům s účty rozvědky. Leamas skončí na podpoře, žije v nuzném bytě a začne pracovat v chátrající knihovně, kde se seznámí s místní tajemnicí Britské komunistické strany, Liz Goldovou. Leamas a Liz si postupně vytvoří přátelství a nakonec se stanou milenci. Když Leamas po nemoci zjistí, jak hluboké jsou Liziny city, přizná jí, že brzy bude muset zmizet a že ho nemá hledat. O několik dní později se s ní rozloučí a začne s Controlovým plánem – nechá se zatknout za napadení a odsoudí ho ke třem měsícům vězení. Předtím si však od Controla vynutí slib, že Liz nebude zatažena do operace.
Po propuštění Leamase kontaktuje verbíř, který tvrdí, že ho zná z Berlína. Ubytuje ho u sebe doma a následně ho předá kontaktu, který Leamase přesune do Nizozemska s falešným pasem. Tam je vyslýchán agentem Abteilungu na bezpečném místě a poté propašován do Východního Německa. Leamas je postupně vystaven stále vyšším důstojníkům Abteilungu a mezi řečí naznačuje existenci tajných plateb pro dvojitého agenta. Mezitím Liz v Británii navštíví nyní již penzionovaný George Smiley, který jí nabídne pomoc, pokud by ji potřebovala, a zaplatí dlužný nájem za Leamasův byt.
Po náročných výsleších je Leamas přemístěn do izolované budovy pod přísným dohledem, kde se konečně setkává s Jensem Fiedlerem. Jeho dny se skládají hlavně z dlouhých výslechů o práci pro britskou rozvědku, často během túr s Fiedlerem nebo s jeho strážcem. Během těchto rozhovorů diskutují o rozdílech mezi Leamasovým pragmatismem a Fiedlerovým idealismem ohledně života v NDR. Leamas dojde k závěru, že Fiedler má upřímné obavy o správnost svých činů a jejich dopad na zemi, zatímco Mundt je prezentován jako oportunista, který se stal komunistou čistě ze sebezáchovy. Fiedler také vyjadřuje obavy, že Mundtův dlouhodobý antisemitismus ohrožuje jeho, jakožto židovského muže. Napětí ve vedení Abteilungu však eskaluje – Mundt náhle zatkne Fiedlera i Leamase. V nastalém zmatku Leamas neúmyslně zabije východoněmeckého strážného a probudí se v Mundtově zařízení, kde je on i Fiedler podrobeni brutálním výslechům. Nakonec však vyjde najevo, že Fiedler si zajistil i Mundtovo zatčení, což přiměje východoněmecký režim svolat tajný tribunál. Fiedler i Mundt jsou propuštěni a předvoláni k soudu, kde mají obhájit své pozice. Leamas poskytne podrobnosti o podezřelých bankovních převodech na účty, které se shodují s místy Mundtových cest, zatímco Fiedler předkládá další důkazy o jeho spojení s Británií.
Mezitím Liz dostává pozvánku od východoněmecké strany k účasti na výměnném programu s britskými komunisty. Překvapivě je povolána jako svědek Mundtovým právníkem a donucena vypovídat u tribunálu. Přizná, že Smiley zaplatil nájem jejího bytu a nabídl jí pomoc. Také svědčí, že Leamas ji varoval, aby ho nehledala, a že se s ní rozloučil krátce před svým fingovaným zatčením. Leamas si uvědomí, že jeho krytí bylo odhaleno, a nabídne, že vymění informace za Lizinu svobodu. Během tribunálu však pochopí skutečnou povahu celé operace – cílem mise bylo odstranit Fiedlera, který se příliš přiblížil k odhalení Mundta jako britského dvojitého agenta. Po skončení soudu je Fiedler zatčen.
Krátce po procesu Mundt tiše osvobodí Leamase a Liz, poskytne jim auto a umožní jim útěk ke zdi v Berlíně. Během cesty Leamas Liz vysvětlí, že Mundt je ve skutečnosti britský dvojitý agent pracující pro Smileyho, který ve skutečnosti nebyl v důchodu, ale tajně operoval v misi. Cílem nebyl Mundt, ale Fiedler, který byl považován za hrozbu. Liz je zděšena, že svou výpovědí pomohla britské rozvědce chránit Mundta na úkor idealistického Fiedlera, který s největší pravděpodobností bude popraven.
Ačkoliv je znechucená, její láska k Leamasovi převládne. Dostanou se ke zdi, kde začnou přelézat přes sabotovanou část ostnatého drátu. Leamas dosáhne vrcholu a natahuje ruku k Liz, ale v tu chvíli ji zastřelí východoněmecký strážný. Liz padá zpět na východoněmeckou stranu. Smiley volá na Leamase z druhé strany, ale on po chvíli váhání sestoupí zpět na východoněmecké území, kde se rozhodne zůstat a zemřít.